# UCI-Cyclocross-Weltcup 2024/25
Der UCI-Cyclocross-Weltcup 2024/25 war Teil der UCI-Cyclocross-Saison 2024/25. Von November 2024 bis Januar 2025 wurden durch die Union Cycliste Internationale bei 12 Rennen in sechs Ländern die Weltcup-Sieger im Cyclocross ermittelt.

## Termine
Der Terminkalender wurde im April 2024 bekanntgegeben. Nach der Kritik in der Vorsaison wurde dieser im Vergleich zur Vorsaison von 14 auf 12 Rennen reduziert und deutlich kompakter gestaltet. So fanden alle Rennen innerhalb von neun Wochen statt, auf Rennen in Übersee wurde komplett verzichtet. Das geplante Rennen auf Sardinien wurde wegen widrigen Wetters kurzfristig abgesagt.
| Nr. | Datum             | Ort                                    |
| --- | ----------------- | -------------------------------------- |
| 1   | 24. November 2024 | Antwerpen (Scheldecross)               |
| 2   | 1. Dezember 2024  | Dublin (Cyclocross Dublin)             |
| 3   | 8. Dezember 2024  | Cabras                                 |
| 4   | 15. Dezember 2024 | Namur (Citadelcross)                   |
| 5   | 21. Dezember 2024 | Hulst (Vestingcross)                   |
| 6   | 22. Dezember 2024 | Zonhoven (Cyclocross Zonhoven)         |
| 7   | 26. Dezember 2024 | Gavere (Cyclocross Gavere)             |
| 8   | 29. Dezember 2024 | Besançon (Cyclocross Besançon)         |
| 9   | 4. Januar 2025    | Dendermonde (Ambiancecross)            |
| 10  | 19. Januar 2025   | Benidorm (Cyclocross Benidorm)         |
| 11  | 25. Januar 2025   | Maasmechelen (Cyclocross Maasmechelen) |
| 12  | 26. Januar 2025   | Hoogerheide (GP Adrie van der Poel)    |

Rennen für die Elite gab es in allen Runden, für die U23 und Junioren nur in Dublin, Hulst, Zonhoven, Besançon, Benidorm und Hoogerheide.

## Elite

### Frauen

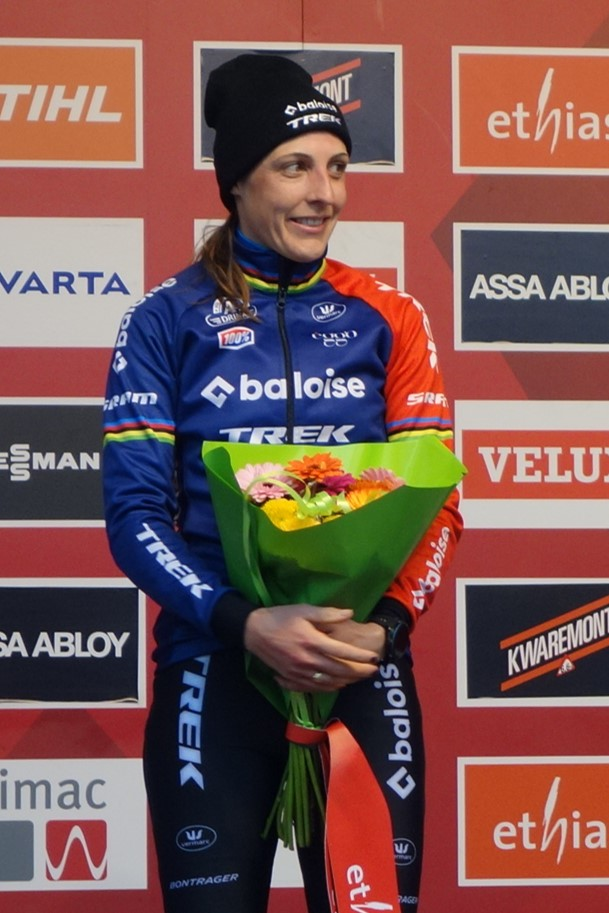
Lucinda Brand war zum dritten Mal Weltcup-Siegerin bei den Frauen.

| Nr. | Datum        | Ort          | Erste                      | Zweite               | Dritte               |
| --- | ------------ | ------------ | -------------------------- | -------------------- | -------------------- |
| 1   | 24. November | Antwerpen    | Fem van Empel              | Lucinda Brand        | Marie Schreiber      |
| 2   | 1. Dezember  | Dublin       | Lucinda Brand              | Fem van Empel        | Zoe Bäckstedt        |
| 3   | 8. Dezember  | Cabras       | wegen Sturm abgesagt       | wegen Sturm abgesagt | wegen Sturm abgesagt |
| 4   | 15. Dezember | Namur        | Ceylin del Carmen Alvarado | Lucinda Brand        | Puck Pieterse        |
| 5   | 21. Dezember | Hulst        | Marie Schreiber            | Lucinda Brand        | Puck Pieterse        |
| 6   | 22. Dezember | Zonhoven     | Ceylin del Carmen Alvarado | Zoe Bäckstedt        | Lucinda Brand        |
| 7   | 26. Dezember | Gavere       | Fem van Empel              | Lucinda Brand        | Puck Pieterse        |
| 8   | 29. Dezember | Besançon     | Fem van Empel              | Lucinda Brand        | Kata Blanka Vas      |
| 9   | 4. Januar    | Dendermonde  | Lucinda Brand              | Puck Pieterse        | Fem van Empel        |
| 10  | 19. Januar   | Benidorm     | Fem van Empel              | Lucinda Brand        | Marie Schreiber      |
| 11  | 25. Januar   | Maasmechelen | Kata Blanka Vas            | Zoe Bäckstedt        | Lucinda Brand        |
| 12  | 26. Januar   | Hoogerheide  | Lucinda Brand              | Kata Blanka Vas      | Puck Pieterse        |

Gesamtwertung
| Platz | Name                 | Punkte |
| ----- | -------------------- | ------ |
| 1     | Lucinda Brand        | 350    |
| 2     | Fem van Empel        | 276    |
| 3     | Kata Blanka Vas      | 253    |
| 4     | Zoe Bäckstedt        | 244    |
| 5     | Inge van der Heijden | 213    |
| 6     | Marie Schreiber      | 205    |

### Männer

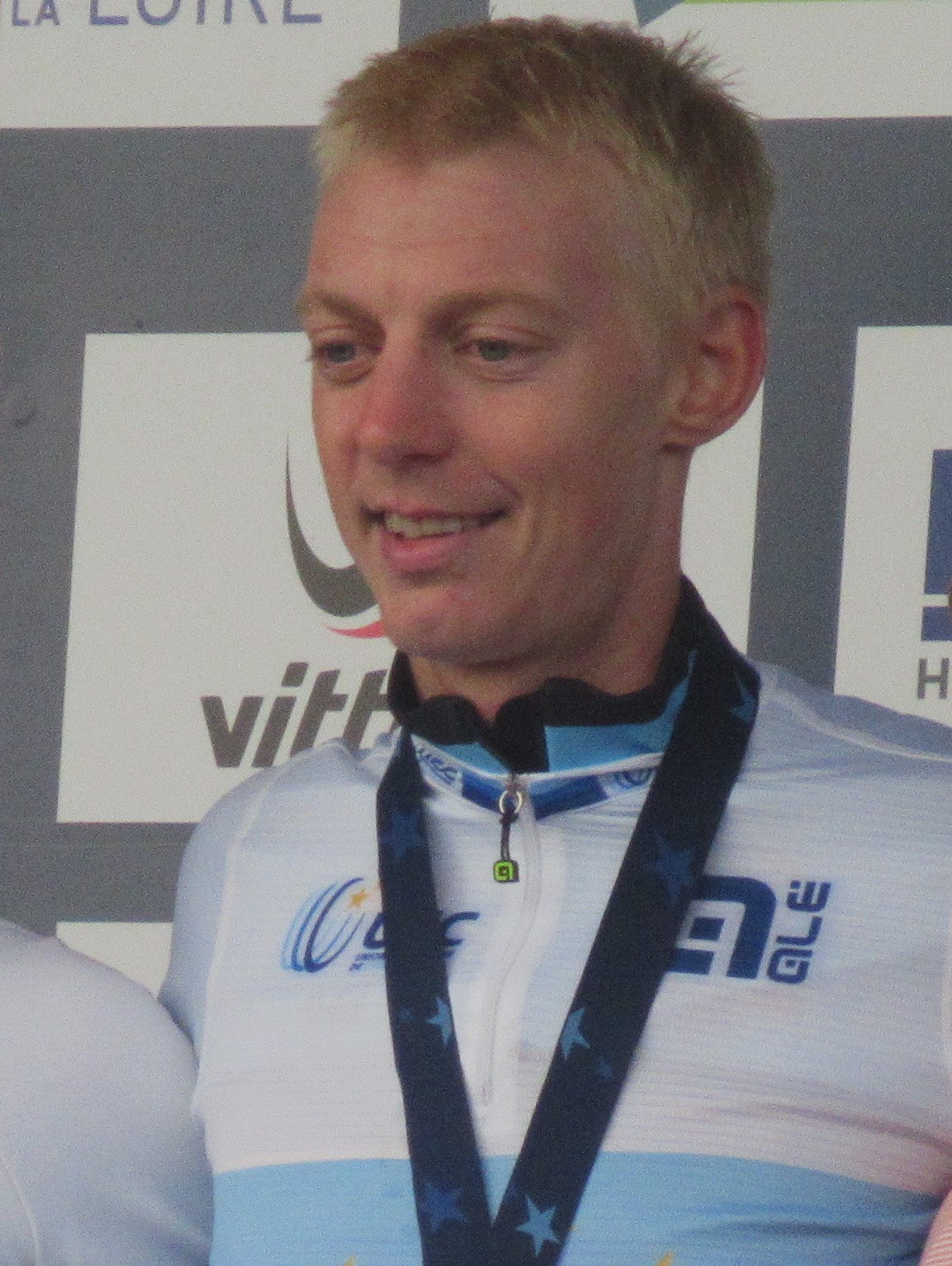
Michael Vanthourenhout gewann erstmals die Gesamtwertung bei den Männern.

| Nr. | Datum        | Ort          | Erster                 | Zweiter                | Dritter                |
| --- | ------------ | ------------ | ---------------------- | ---------------------- | ---------------------- |
| 1   | 24. November | Antwerpen    | Eli Iserbyt            | Laurens Sweeck         | Michael Vanthourenhout |
| 2   | 1. Dezember  | Dublin       | Michael Vanthourenhout | Toon Aerts             | Felipe Orts            |
| 3   | 8. Dezember  | Cabras       | wegen Sturm abgesagt   | wegen Sturm abgesagt   | wegen Sturm abgesagt   |
| 4   | 15. Dezember | Namur        | Michael Vanthourenhout | Toon Aerts             | Emiel Verstrynge       |
| 5   | 21. Dezember | Hulst        | Niels Vandeputte       | Felipe Orts            | Pim Ronhaar            |
| 6   | 22. Dezember | Zonhoven     | Mathieu van der Poel   | Thibau Nys             | Joran Wyseure          |
| 7   | 26. Dezember | Gavere       | Mathieu van der Poel   | Michael Vanthourenhout | Thibau Nys             |
| 8   | 29. Dezember | Besançon     | Mathieu van der Poel   | Toon Aerts             | Niels Vandeputte       |
| 9   | 4. Januar    | Dendermonde  | Wout van Aert          | Emiel Verstrynge       | Joran Wyseure          |
| 10  | 19. Januar   | Benidorm     | Thibau Nys             | Eli Iserbyt            | Lars van der Haar      |
| 11  | 25. Januar   | Maasmechelen | Mathieu van der Poel   | Wout van Aert          | Joris Nieuwenhuis      |
| 12  | 26. Januar   | Hoogerheide  | Mathieu van der Poel   | Michael Vanthourenhout | Lars van der Haar      |

Gesamtwertung
| Platz | Name                   | Punkte |
| ----- | ---------------------- | ------ |
| 1     | Michael Vanthourenhout | 281    |
| 2     | Toon Aerts             | 241    |
| 3     | Joran Wyseure          | 205    |
| 4     | Mathieu van der Poel   | 200    |
| 5     | Eli Iserbyt            | 197    |
| 6     | Lars van der Haar      | 191    |

## U23

### Frauen

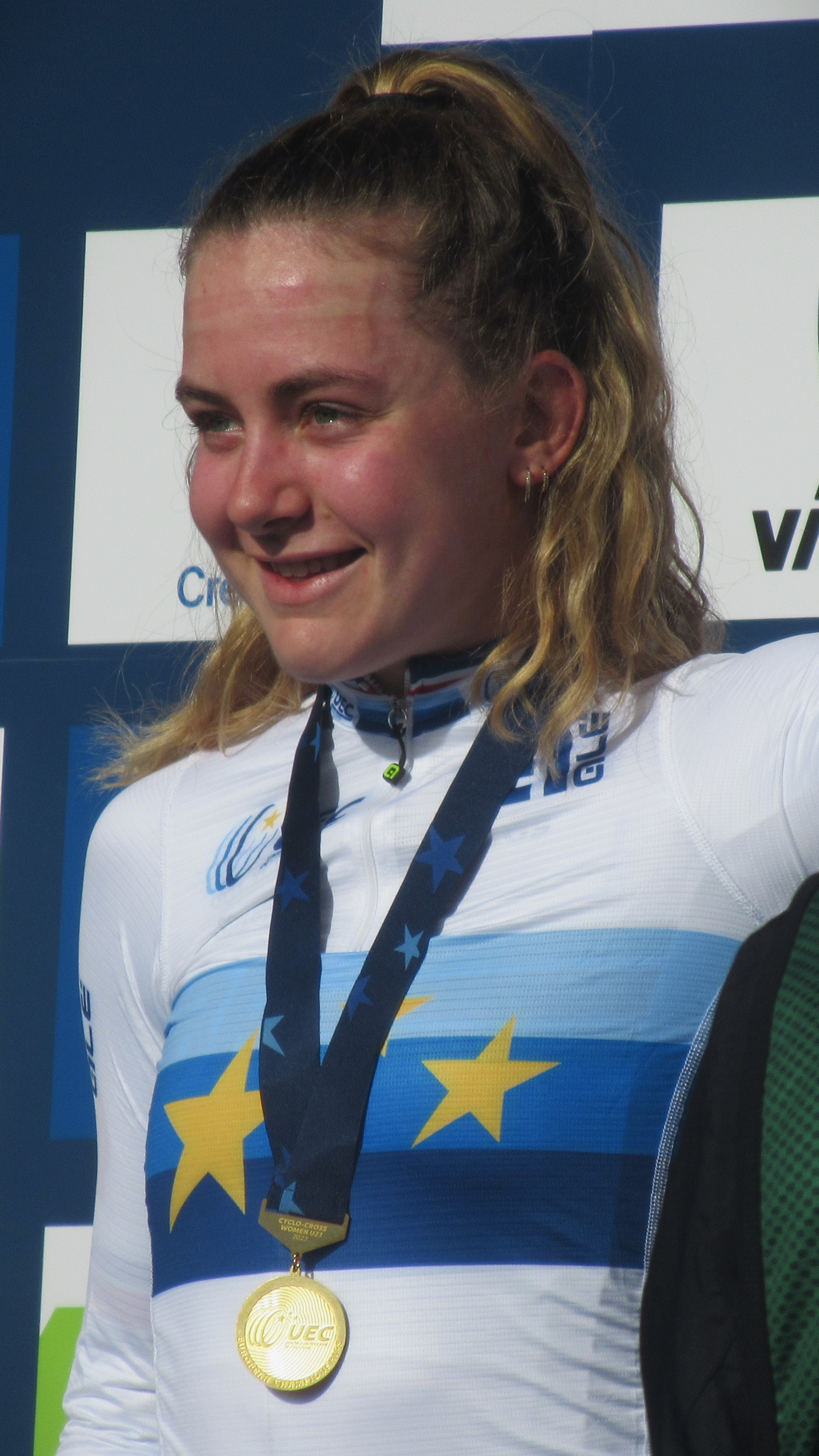
Zoe Bäckstedt siegte in der U23-Wertung der Frauen.

Die Frauen der Kategorie U23 nahmen an den Rennen und an der Gesamtwertung der Elite teil. Bei jedem Rennen gab es eine Podiumszeremonie für die drei besten U23-Fahrerinnen. Die bestplatzierte U23-Fahrerin im Weltcup erhielt ein spezielles Trikot. Die drei besten Fahrerinnen im Gesamtklassement waren Zoe Bäckstedt, Marie Schreiber und Leonie Bentveld.

### Männer

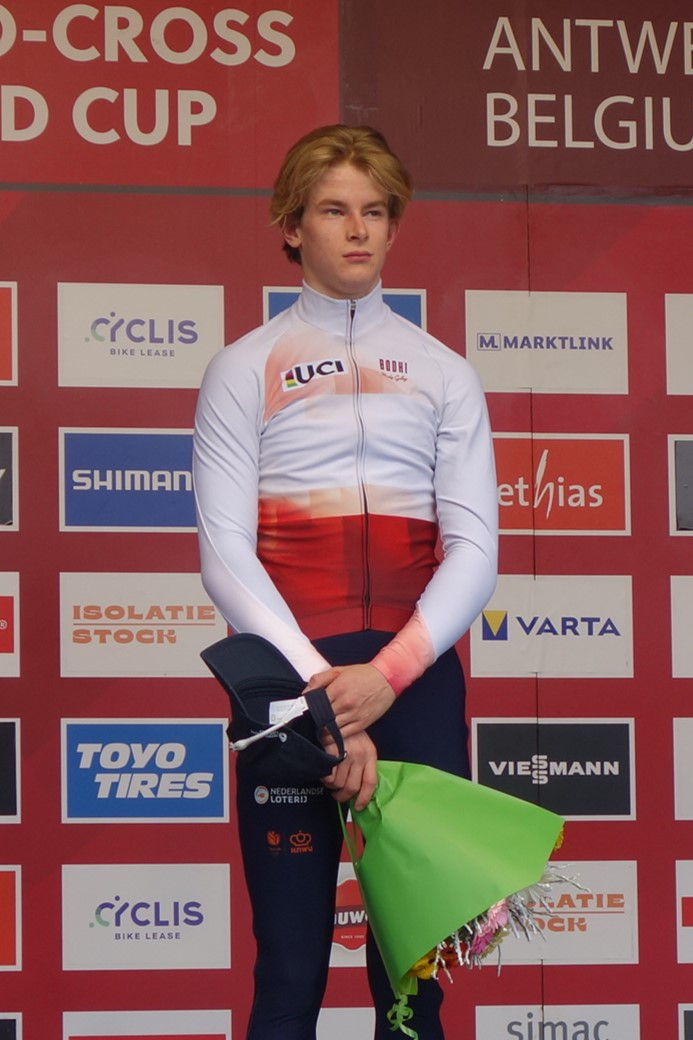
Tibor Del Grosso gewann wie im Vorjahr mit der höchstmöglichen Punktzahl.

Bei sechs der 12 Weltcup-Termine gab es ein separates Rennen für die U23-Männer. Für die Gesamtwertung zählten die vier besten Ergebnisse jedes Fahrers. Zu den übrigen Terminen konnten die U23-Fahrer bei der Elite mitfahren und dort Punkte sammeln.
| Nr. | Datum        | Ort         | Erster           | Zweiter       | Dritter          |
| --- | ------------ | ----------- | ---------------- | ------------- | ---------------- |
| 1   | 1. Dezember  | Dublin      | Jente Michels    | Aaron Dockx   | David Haverdings |
| 2   | 21. Dezember | Hulst       | Tibor Del Grosso | Jente Michels | David Haverdings |
| 3   | 22. Dezember | Zonhoven    | Tibor Del Grosso | Jente Michels | Kay De Bruyckere |
| 4   | 29. Dezember | Besançon    | Tibor Del Grosso | Yordi Corsus  | Aubin Sparfel    |
| 5   | 19. Januar   | Benidorm    | Tibor Del Grosso | Jente Michels | Aubin Sparfel    |
| 6   | 26. Januar   | Hoogerheide | Tibor Del Grosso | Aubin Sparfel | Stefano Viezzi   |

Gesamtwertung
| Platz | Name             | Punkte |
| ----- | ---------------- | ------ |
| 1     | Tibor Del Grosso | 160    |
| 2     | Jente Michels    | 130    |
| 3     | Aubin Sparfel    | 102    |
| 4     | Yordi Corsus     | 95     |
| 5     | Aaron Dockx      | 81     |
| 6     | Léo Bisiaux      | 80     |

## Junioren
Es fanden sechs Rennen statt, für die Gesamtwertung zählten die vier besten Ergebnisse jedes Teilnehmers. Bei Punktgleichheit entschied das bessere Einzelergebnis. 

### Frauen
| Nr. | Datum        | Ort         | Erster           | Zweiter          | Dritter          |
| --- | ------------ | ----------- | ---------------- | ---------------- | ---------------- |
| 1   | 1. Dezember  | Dublin      | Lidia Cusack     | Lison Desprez    | Rafaelle Carrier |
| 2   | 21. Dezember | Hulst       | Rafaelle Carrier | Barbora Bukovská | Lison Desprez    |
| 3   | 22. Dezember | Zonhoven    | Rafaelle Carrier | Lison Desprez    | Barbara Bukovská |
| 4   | 29. Dezember | Besançon    | Lise Revol       | Jeanne Duterne   | Lison Desprez    |
| 5   | 19. Januar   | Benidorm    | Lise Revol       | Rafaelle Carrier | Mae Cabaca       |
| 6   | 26. Januar   | Hoogerheide | Barbora Bukovská | Mae Cabaca       | Rafaelle Carrier |

Gesamtwertung
| Platz | Name             | Punkte |
| ----- | ---------------- | ------ |
| 1     | Rafaelle Carrier | 135    |
| 2     | Lise Revol       | 123    |
| 3     | Barbora Bukovská | 117    |
| 4     | Lison Desprez    | 110    |
| 5     | Lidia Cusack     | 102    |
| 6     | Mae Cabaca       | 97     |

### Männer
| Nr. | Datum        | Ort         | Erster                | Zweiter               | Dritter             |
| --- | ------------ | ----------- | --------------------- | --------------------- | ------------------- |
| 1   | 1. Dezember  | Dublin      | Soren Bruyère-Joumard | Giel Lejeune          | Lennes Jacobs       |
| 2   | 21. Dezember | Hulst       | Giel Lejeune          | Mattia Agostinacchio  | Arthur Van Den Boer |
| 3   | 22. Dezember | Zonhoven    | Mattia Agostinacchio  | Benjamin Noval        | Michiel Mouris      |
| 4   | 29. Dezember | Besançon    | Soren Bruyère-Joumard | Arthur Van Den Boer   | Oscar Amey          |
| 5   | 19. Januar   | Benidorm    | Mattia Agostinacchio  | Soren Bruyère-Joumard | Valentin Hofer      |
| 6   | 26. Januar   | Hoogerheide | Benedikt Benz         | Mats Vanden Eynde     | Patrik Pezzo Rosola |

Gesamtwertung
| Platz | Name                  | Punkte |
| ----- | --------------------- | ------ |
| 1     | Soren Bruyère-Joumard | 132    |
| 2     | Mattia Agostinacchio  | 126    |
| 3     | Giel Lejeune          | 110    |
| 4     | Mats Vanden Eynde     | 90     |
| 5     | Benjamin Noval        | 85     |
| 6     | Valentin Hofer        | 82     |